# ボキラス温泉
ボキラス温泉（ボキラスおんせん、英: Boquillas Hot Springs、ラングフォード温泉(英: Langford Hot Spring:Langford Hot Spring)は、 アメリカ合衆国テキサス州ビッグ・ベンド国立公園内にあり、アメリカ合衆国国立公園局が管理する温泉 。
名称は、地名のボキラス(英語版)（Boquillas）や、この温泉を開発したラングフォード（J.O. Langford）にちなんでいる。100年以上の歴史があり、現在、温泉宿や現地管理人はおらず、無人の露天風呂で、観光客が自由に利用している。

## 特徴
リオ・グランデ川沿いの露天風呂である。混浴、水着着用、無人、無料。

## 米国の温泉の一般論との対比
米国の温泉の常識・慣習・ルール・文化に従っている。温泉と似た施設である、ヌーディスト用の全裸混浴の風呂・プールは、ここでは除外した。
ボキラス温泉では、以下の8,11以外はあてはまる。
- 日本と異なる点。

1. 湯を汲む桶がない場合が多い。
2. 身体を洗う設備・概念がない。自室の浴室で身体を洗ってから温泉に入ることが前提で、温泉浴室にシャワーや蛇口がないことが多い。単にお湯につかるだけである。
3. サウナがない場合が多い。
4. 岩盤浴はない。
5. ぬる湯である。じっくり浸かるので、出てから身体がほかほかする。
6. お湯が透明で濁っていない。
7. お湯に硫黄などの匂いがない。
8. 浴槽の中央部は1～1.5メートルほどと、深めである。
9. 通常、「水着着用」「水着自由（全裸と水着が混在）」「混浴」「女性のみ」などの表示がある。他人と共用風呂に入るなら、基本的には同性でも水着着用である。個人風呂は全裸で良い。水着着用の場合、当然のように外部から丸見えである。性的振る舞いは厳格にご法度である。
10. 飲用はしない。
11. 温泉施設ではスパの後、マッサージなどのトリートメントがある。有料だがこのために温泉に来る人も多い。

- 日本と共通な点。

1. 米国のホテル浴室では使用後、浴槽の栓を抜いてお湯を流すが、温泉では栓を抜かない。
2. 1と関連するが、浴槽内に石鹸を持ち込まない。
3. のんびりするための施設である。
4. 個室浴室はドアを室内から施錠できる。
5. 男女の全裸混浴は基本的に存在しない。

## 注意点

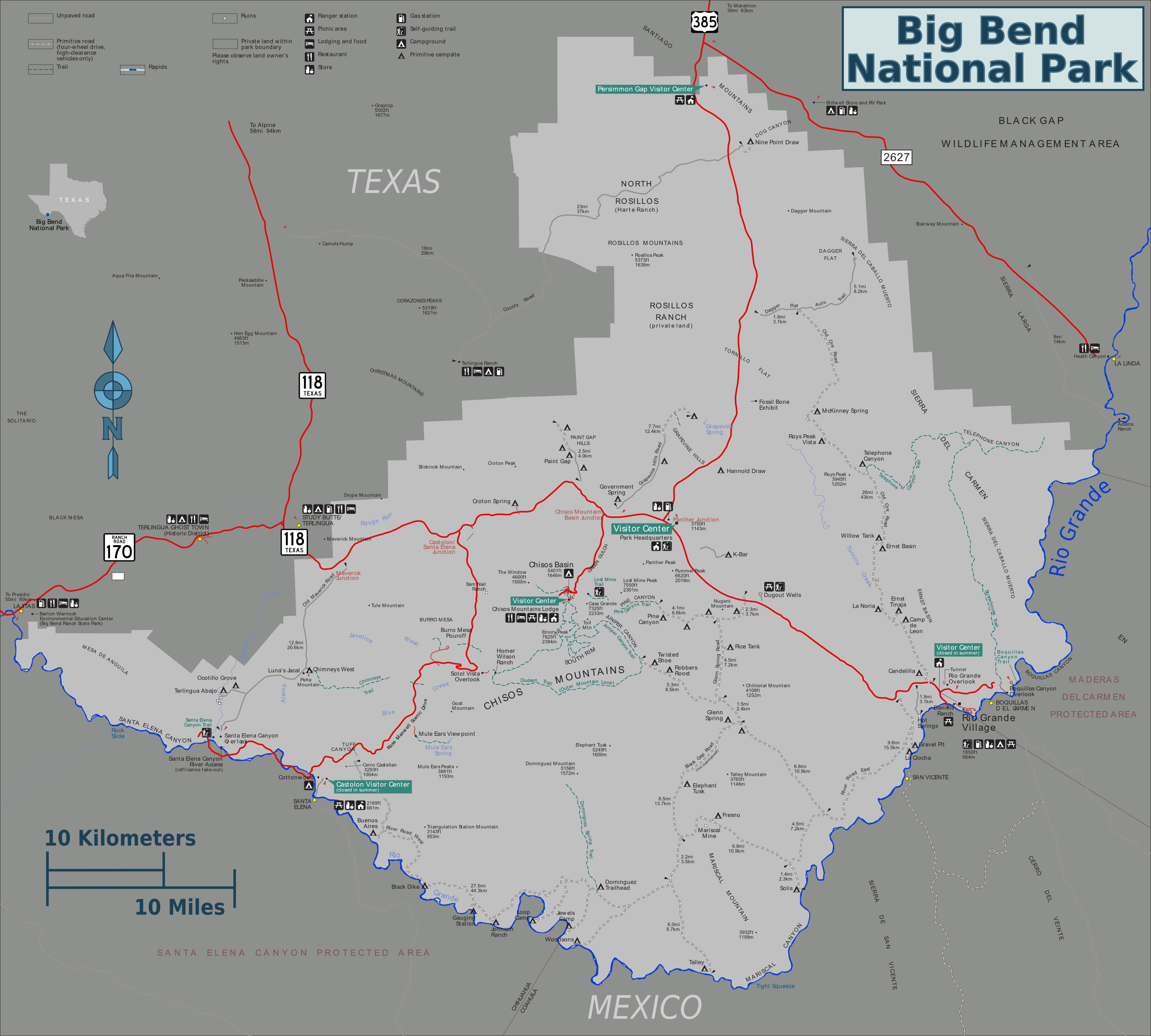
ビッグ・ベンド国立公園の地図。4時方向の赤い線の右端近くが温泉地

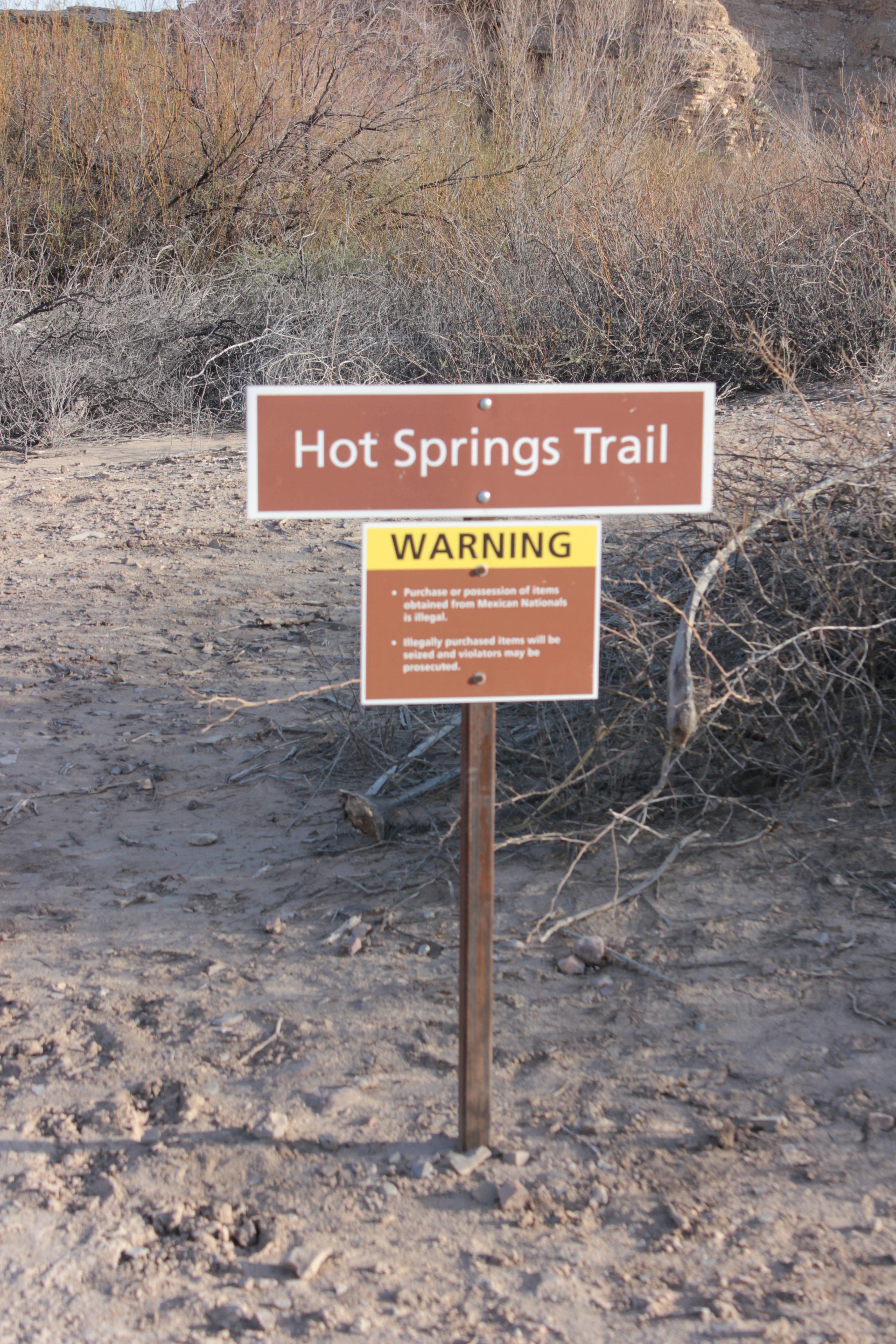
駐車場からボキラス温泉トレイル入口

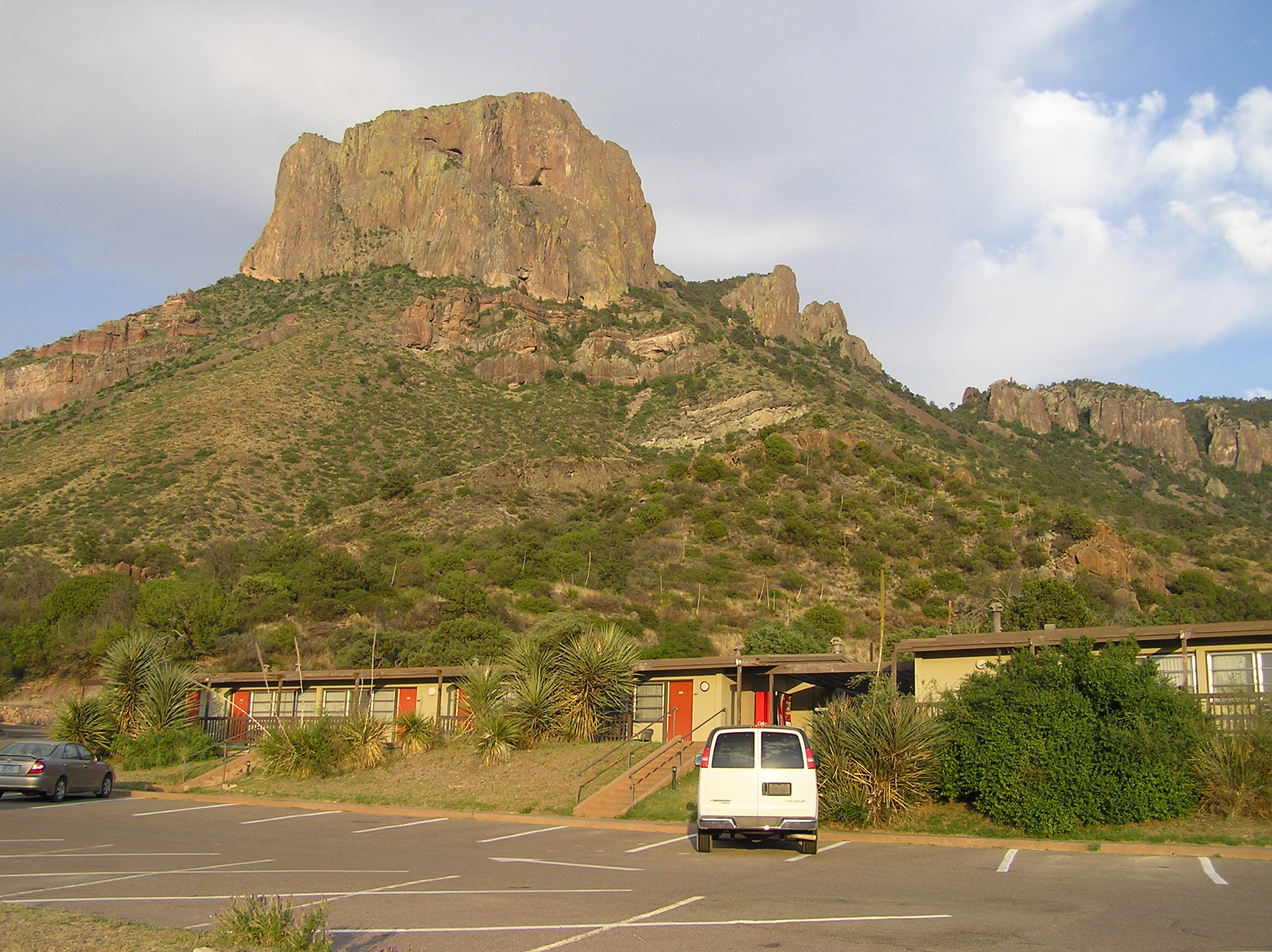
ビッグ・ベンド国立公園内に唯一の宿泊施設・チゾス・マウンテンロッジ（Chisos Mountains Lodge）

- 越境メキシコ人に、寄付・食べ物・水など与えてはいけない。越境メキシコ人から、置いてある土産物・麻薬を買うのは違法である[2]。

## 歴史
- 1882年1月16日、テキサス州政府のテキサス・レンジャーが鉄道敷設のためにこの地を調査し、テキサス州政府が土地を所有した。[3]
- 1909年、ミシシッピ生まれのラングフォードはこの地を購入し、妻・ベシー（Bessie）と1歳半の娘ロビー（Lovie）とともに、この地にリゾート温泉施設を設けた。以後、周辺にいくつもの温泉が設けられ村が形成された。
- 1913年、盗賊にたびたび襲われた。
- 1914年7月、郵便局が開設された。
- 1916年、盗賊に襲われるのを避け、ラングフォード一家はこの地を去った。
- 1927年、ラングフォード一家は戻ってきて、施設を再建する。温泉建屋、7室のモーテル、小売店を建てる[4]。
- 1930年代、温泉はリゾート施設としてかなり繁盛した。
- 1932年10月、リオ・グランデ川の洪水で温泉建屋が水没した。この時以外にも、しばしば水没した。
- 1933年、テキサス州はこのあたり一帯をビッグ・ベンド州立公園とする。
- 1942年、ラングフォードは土地をテキサス州に売却した。実質的には、ビッグ・ベンド国立公園に寄付したのである。温泉施設は、スミス夫妻（Maggy and H. Baylor Smith）が1952年まで運営した。
- 1944年6月12日、アメリカ合衆国連邦政府が、ビッグ・ベンド国立公園を設立する。
- 1974年9月17日、アメリカ合衆国国家歴史登録財（National Register of Historic Places）に登録される。[5][4]
- 1980年代、温泉建屋は壊れてなくなったが、現在と同じように、観光客は、温泉に浸かり、廃墟となった郵便局、モーテル、ラングフォードの家を見ることができる。

## アクセス
アクセス手段は車しかない。アメリカ合衆国テキサス州のエルパソから5時間、サンアントニオから6時間、オースティンからは8時間かかる。
ビッグ・ベンド国立公園内に唯一の宿泊施設、チゾス・マウンテンロッジ（Chisos Mountains Lodge）がある。そこから車で約1時間かかる。リオグランデ村（Rio Grande Village）には、キャンプ・サイトとＲＶサイトがあるので、そこに宿泊すれば、車で約20分である。
舗装された主要道路から未舗装道路を数分走ると、無料駐車場がある。無料駐車場から温泉まで、平地を約10分、リオ・グランデ川沿いに歩く。リオ・グランデ川によって頻繁に水没する。ボキージャスとしても知られるリオグランデ村の西約3.2 kmにある未舗装の道路でアクセスできる。